# Rick Henderson
Rick Henderson (Washington, 25 april 1928 - 21 mei 2004) was een Amerikaanse saxofonist en arrangeur.
Rond 1953 werd Henderson op aanbeveling van Clark Terry aangenomen door orkestleider Duke Ellington. Hij speelde in het orkest trompet, maar schreef tevens arrangementen en af en toe een compositie, zoals "Carney". Henderson werkte bij Ellington in de jaren dat de band opnames maakte voor Capitol. In 1956 verliet hij de groep en keerde hij terug naar Washington, waar hij tot 1964 in de huisband van Howard Theatre speelde. Daarna werkte hij als arrangeur en componist voor jazz-orkesten, maar ook voor militaire bands en school-ensembles. Ook heeft hij charts geschreven voor onder meer Count Basie, Illinois Jacquet en Billy Taylor. Eind jaren zeventig leidde hij de jazzband van de Universiteit van Maryland.